# Monte Penice
Il monte Pénice (Pënas [ˈpənas] o [ˈpɛnas] in piacentino, bobbiese e oltrepadano), con i suoi 1460 m d'altezza s.l.m. è una delle montagne più elevate dell'Appennino ligure, al confine fra il territorio dell'Oltrepò Pavese della valle Staffora e il Piacentino della val Trebbia e val Tidone. La sommità è facilmente raggiungibile con la strada carrozzabile, ultimata nel 1927 su disegno del canonico Carlo Muzio, che si stacca dalla strada statale 461 del Passo del Penice.
Costituisce la parte più settentrionale del gruppo del monte Antola.

## Toponimo
Sulla Tavola di Veleia si parla del Saltus Boielis (pascolo Boieli) che potrebbe corrispondere all'antico nome del monte Penice o forse del monte Boglelio. Deriverebbe dalla radice boi, riconoscibile in altri luoghi circostanti, ad esempio Bobbio e monte Buio.
Comunque l'ipotesi più accreditata è che derivi dal celtico *pen[n]a / *penno con il significato di cima, testa, riconducibile alla radice indoeuropea *pen / *pend con il significato di essere appeso, essere in pendenza (IEW 998).

## Descrizione

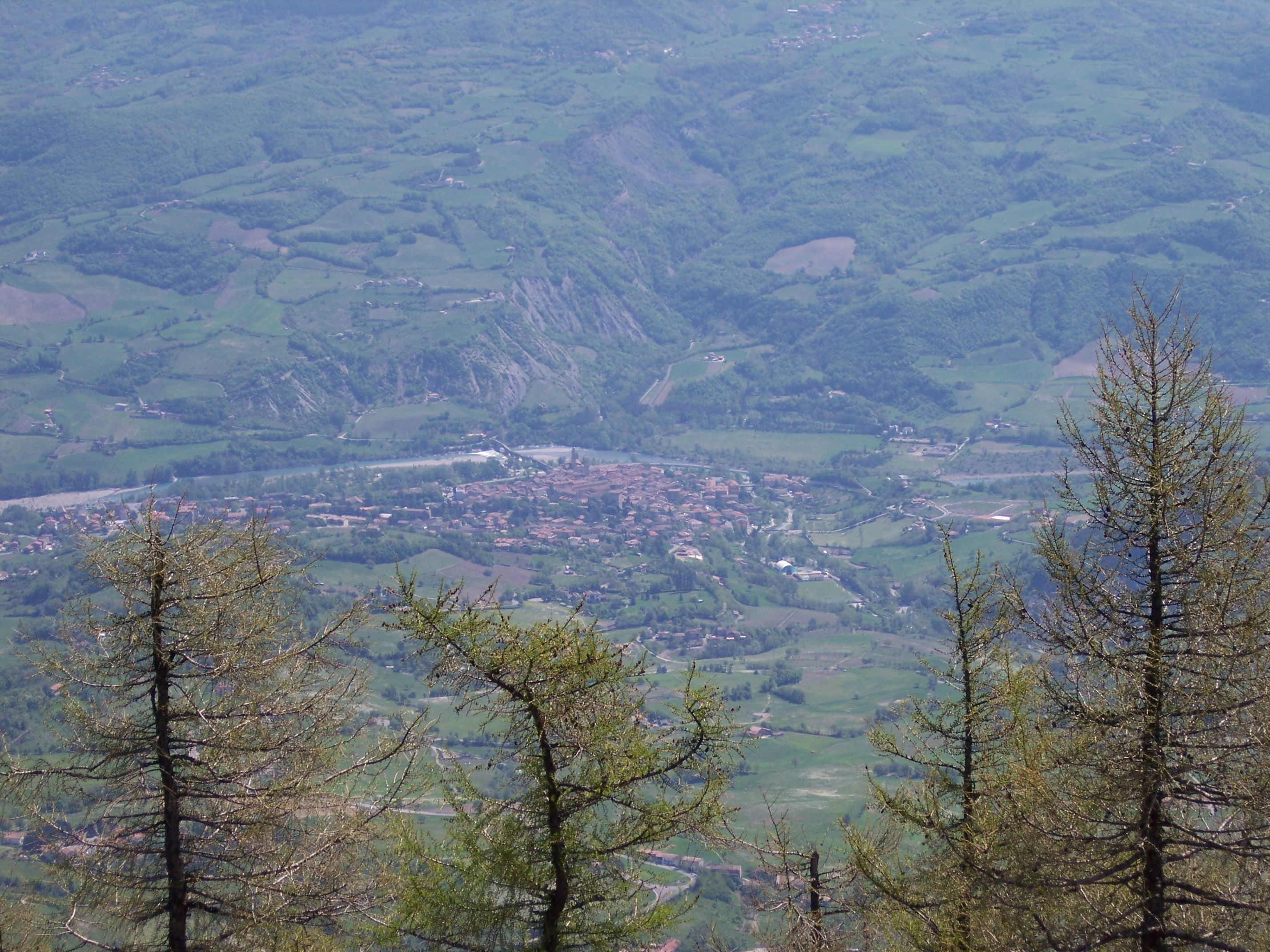
Veduta di Bobbio dalla vetta del Penice

Lo scenario che si apre al visitatore spazia da un lato su Bobbio, adagiata sul fondovalle e sul fiume Trebbia, dall'altro sull'arco delle Alpi; da una parte l'Appennino ligure, dall'altra i contrafforti che scendono verso la pianura padana e le città che vi si stendono.
Da Bobbio e da Varzi le strade salgono inizialmente tra dolci declivi disseminati di casali e piccoli nuclei; rimontano le pendici più ripide, ammantate da dense boscaglie, e giungono al passo del Penice a 1149 metri; da qui si stacca la strada che porta verso la vetta del monte, ove si trova un antico santuario. Parte del territorio, la strada per la vetta e la sommità sono comprese nei comuni di Bobbio e Menconico confinanti presso il Passo Penice; nel comprensorio sciistico è compreso anche il comune di Romagnese con le frazioni di Casa Matti e Pozzallo. Il Santuario si trova interamente nel comune di Bobbio, mentre il sottostante bar e la casermetta dei Carabinieri nel comune di Menconico.
Sulla sommità del monte vi sono il santuario di Santa Maria e il Centro trasmittente di Monte Penice con imponenti ripetitori televisivi e radiofonici che ne hanno in parte deturpato l'aspetto, tra cui quello storico della RAI che consente tutt'oggi di ricevere le trasmissioni ad un ampio territorio del nord Italia, che dalla provincia di Piacenza e dall'Oltrepò Pavese si irradia dal Piemonte al Veneto, coprendo principalmente il Piemonte orientale, la Lombardia fino alla periferia sud di Milano e all'alto Varesotto fino al Canton Ticino e le province di Piacenza e Parma.
L'impianto trasmette segnali televisivi e radiofonici con potenze sino a 25 kW ed è l'impianto RAI con il più alto bacino d'utenza.

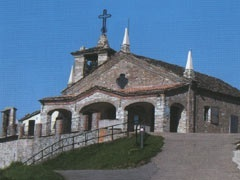
Il santuario in vetta

La fondazione del santuario dedicato alla Madonna risale al VII secolo, la chiesetta attuale al XVII secolo. Si può salire fino al santuario anche percorrendo l'antico sentiero medievale che sale da Bobbio passando per la Moglia e San Cristoforo, nella valle del Carlone.
Sulle sue pendici in tempi recenti sono stati eretti impianti per gli sport invernali; queste attività possono essere praticate in località Passo Penice. Vi è un progetto dell'amministrazione provinciale piacentina e anche pavese per rinnovare le strutture sciistiche esistenti affiancate da altre nuove e moderne.
Il Monte Penice ha un isolamento topografico di circa 7,86 km (distanza fino alla isomorfa 1460 m. presso la Cima Colletta) e una prominenza topografica di 509 m. (rispetto al Passo del Brallo).

## Flora e fauna
Sui suoi versanti sono presenti principalmente boschi di faggio e di conifere, queste ultime introdotte nel dopoguerra. Sono comuni anche altri tipi di piante, tra le quali alcune varietà di querce, il carpino e il nocciolo.
Per quanto riguarda la fauna del luogo, tra le specie in cui ci si può imbattere ci sono: cinghiale, capriolo, daino, lepre, tasso, volpe, riccio, istrice, faina, donnola, scoiattolo, ghiro, ecc. Vi sono diverse varietà di uccelli: merlo, picchio, corvo, gazza, ghiandaia, fagiano, pernice, upupa, civetta, passero, rondone, rondine, pettirosso, scricciolo, usignolo; fra i rapaci più comuni: poiana, gheppio, sparviere, e falco pecchiaiolo.
Fra i rettili: lucertola, ramarro, fra gli anfibi il rospo e la rana, fra i vari serpenti vi è anche la vipera comune.
É presente anche l'aquila reale e il biancone o aquila dei serpenti.
Recentemente ha fatto nuovamente la comparsa il lupo, quasi scomparso a fine '800, ora presente fra i monti dell'appennino.
Proprio l'immissione di vegetali e animali alloctoni, come per esempio il cinghiale, è ritenuta una delle concause della riduzione di alcune delle specie locali, un tempo molto diffuse nella zona.

## Dintorni
Alle pendici del monte Penice, sui versanti opposti dello stesso, si trovano due piccole cittadine turisticamente interessanti: Bobbio e Varzi. La prima, in provincia di Piacenza, è un borgo di origine medievale, che fu sede di un'abbazia fondata nel 614 da san Colombano e che porta ancora numerose tracce del suo passato (tra cui il Ponte Gobbo o Ponte Vecchio), la seconda in provincia di Pavia nota per motivi gastronomici, infatti nella zona viene prodotto un celebre salume, il salame di Varzi.

## Note

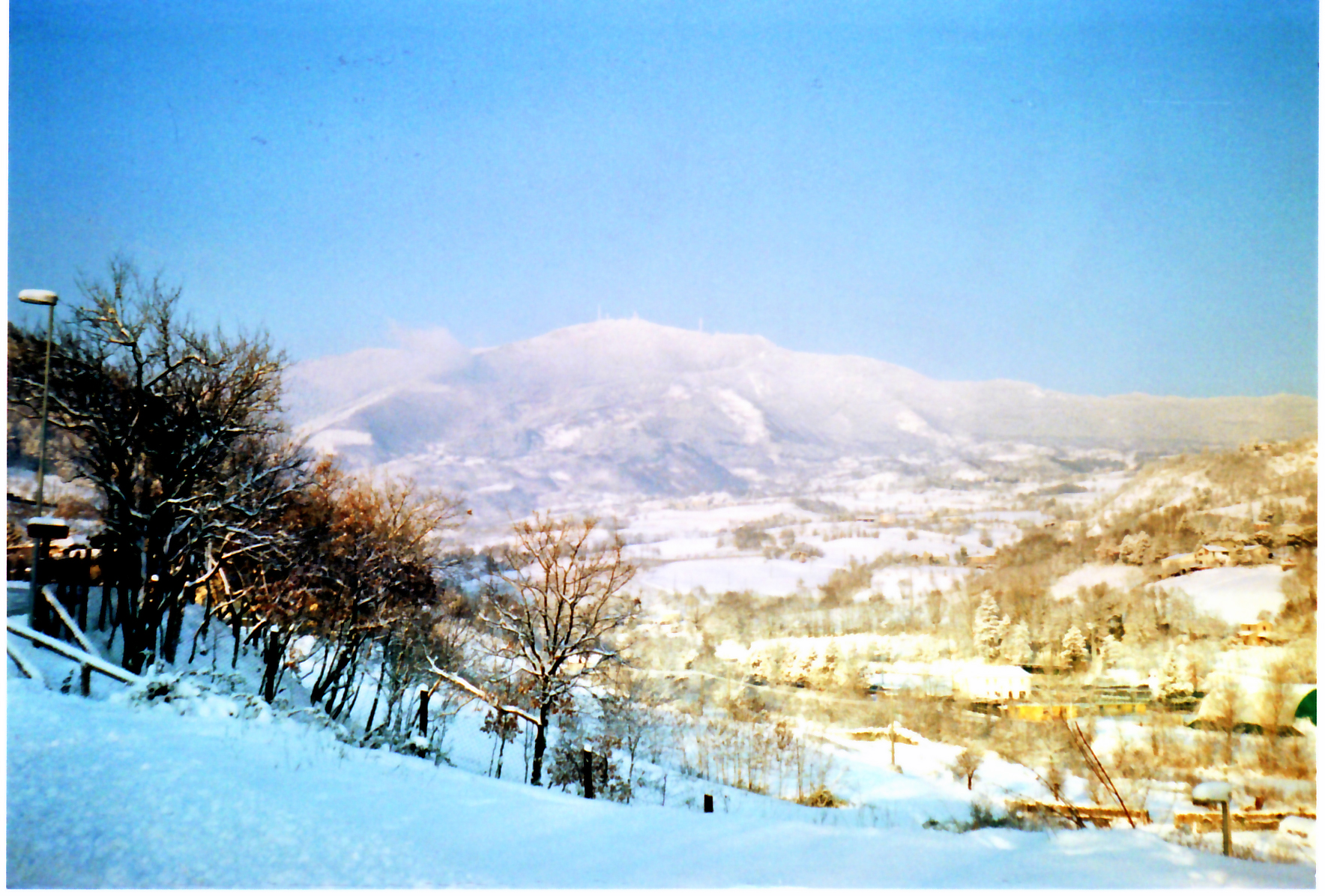
Visione invernale del monte Penice da Bobbio
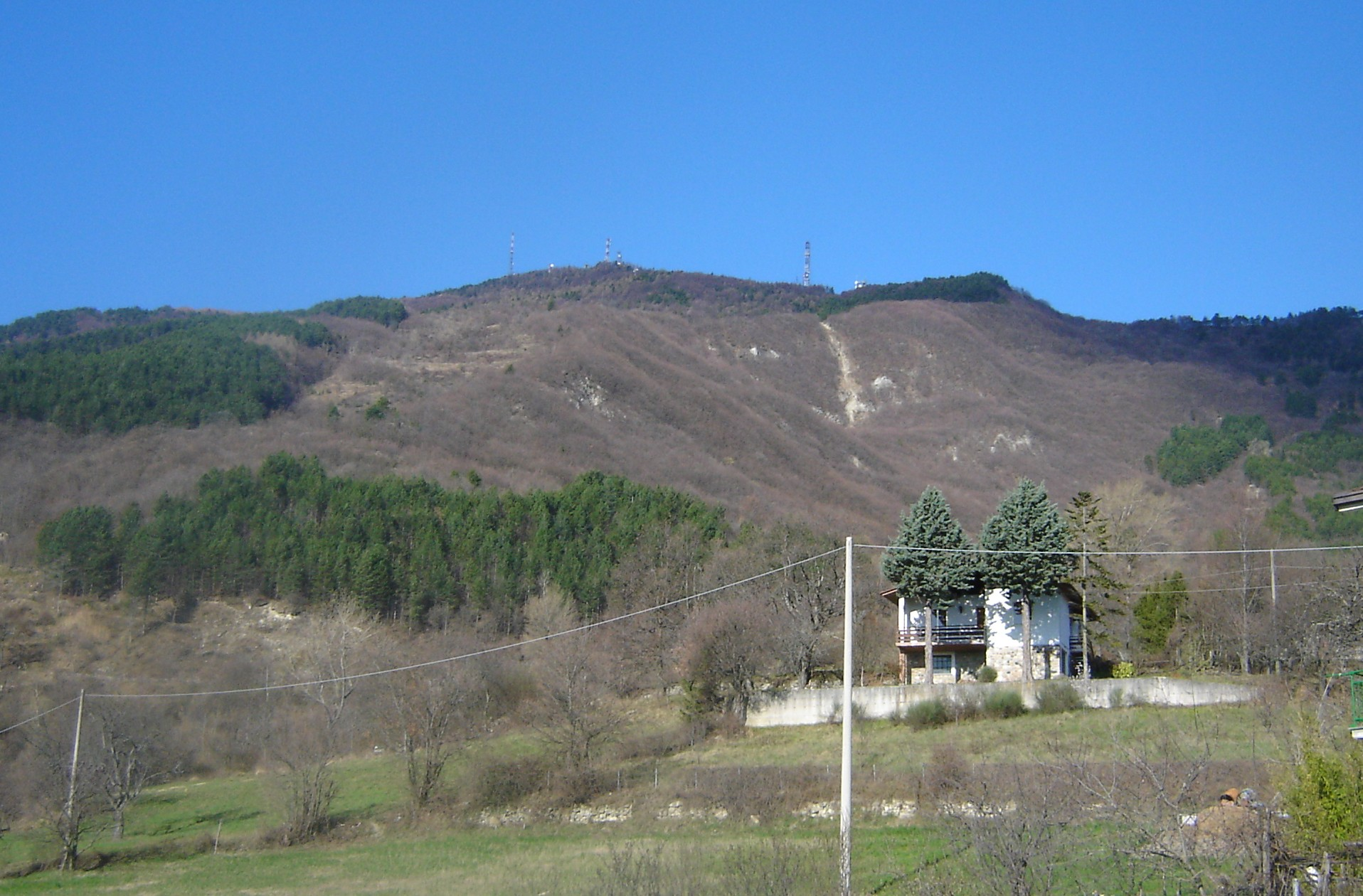
Monte Penice visto da Santa Maria di Bobbio
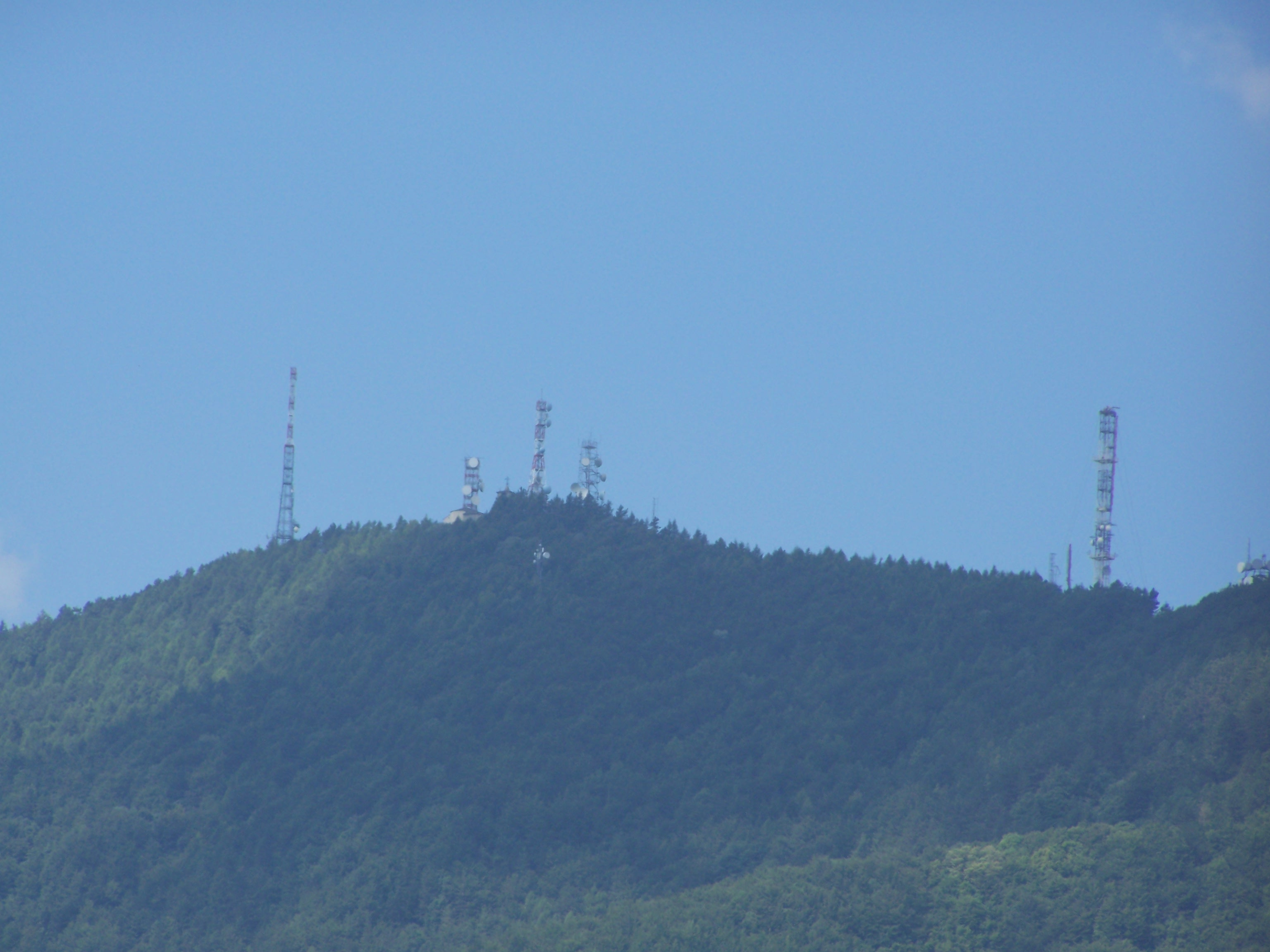
La vetta del monte Penice con alcuni dei ripetitori televisivi vista dal lato emiliano della montagna
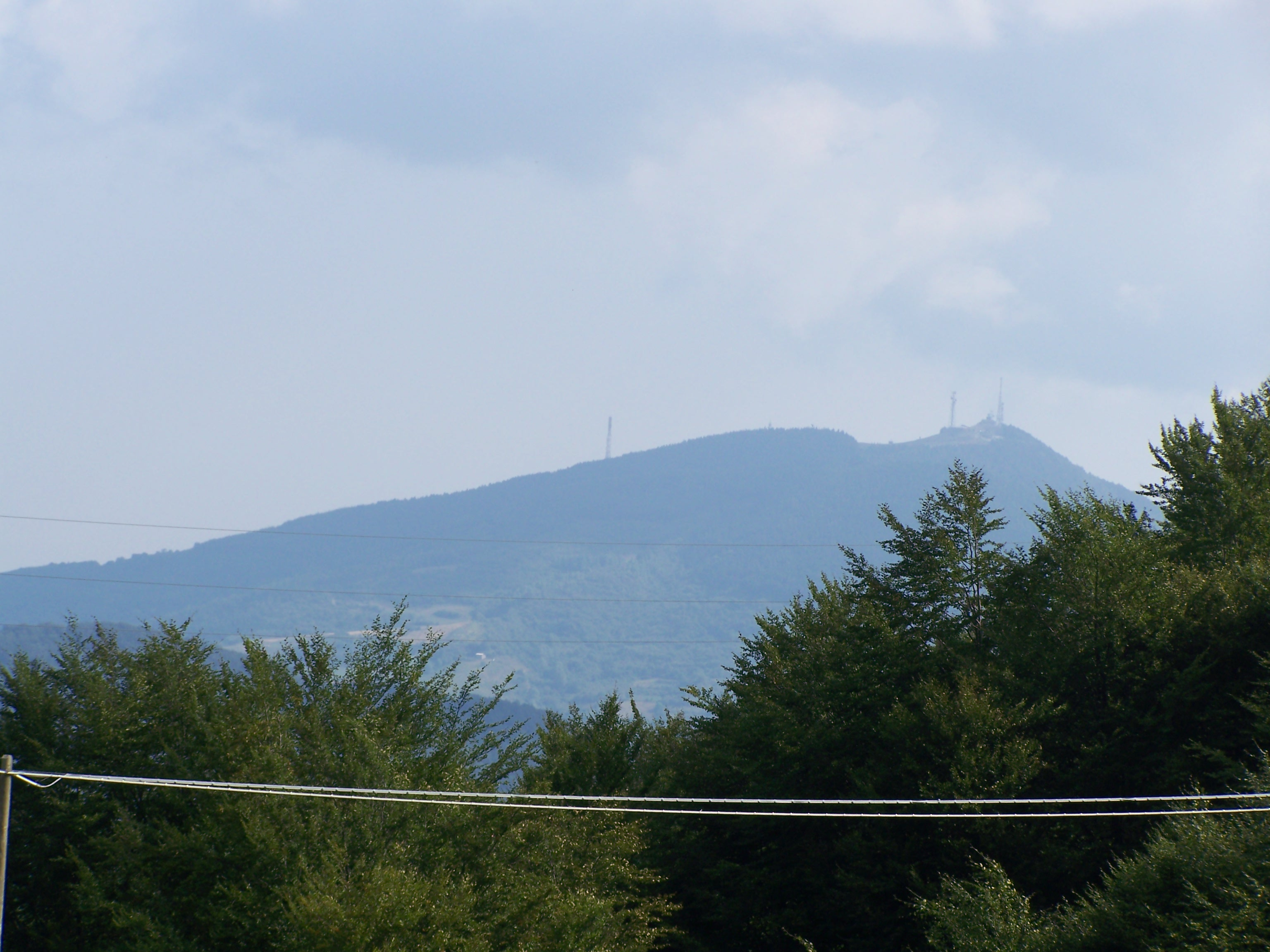
Il lato meridionale della vetta del monte Penice visto da Cima Colletta (Frazione di Brallo di Pregola) a 1494 m s.l.m.